# Eriachne ovata
Eriachne ovata är en gräsart som beskrevs av Christian Gottfried Daniel Nees von Esenbeck. Eriachne ovata ingår i släktet Eriachne och familjen gräs. Inga underarter finns listade i Catalogue of Life.